# Rzehakinidae
Rzehakinidae es una familia de foraminíferos bentónicos de la superfamilia Rzehakinoidea, del suborden Schlumbergerinina y del orden Schlumbergerinida. Su rango cronoestratigráfico abarca desde el Cretácico hasta la Actualidad.

## Discusión
Clasificaciones previas incluían Rzehakinidae en el suborden Textulariina del orden Textulariida o en el orden Lituolida. También ha sido incluido en el suborden Rzehakinina y en el orden Rzehakinida, aunque estos taxones han sido considerados sinónimos posteriores de Schlumbergerinina y Schlumbergerinida respectivamente. Muchos de sus géneros (Spiroloculina, Agglutinella, Dentostomina y Siphonaperta) fueron incluidos previamente en la familia Haurinidae, de la superfamilia Milioloidea, del suborden Miliolina y del orden Miliolida.

## Clasificación
Rzehakinidae incluye a las siguientes subfamilias y géneros:
- Subfamilia Rzehakininae
  - Rzehakina †
- Subfamilia Psamminopeltinae
  - Psamminopelta †
- Subfamilia Spiroglutininae
  - Spiroloculina
- Subfamilia Birsteiniollinae
  - Birsteiniolla
- Subfamilia Miliammininae
  - Miliammina
  - Agglutinella
  - Dentostomina
  - Siphonaperta

Otros géneros asignados a Rzehakinidae y clasificados actualmente en otras familias son: 
- - Ammoflintina, ahora en la Familia Ammoflintinidae
  - Rothina †, ahora en la Familia Hormosinellidae
  - Silicomassilina †, ahora en la Familia Ammomassilinidae
  - Silicosigmoilina †, ahora en la Familia Sigmoilopsidae
  - Spirolocammina, ahora en la Familia Sigmoilopsidae
  - Spirosigmoilinella †, ahora en la Familia Sigmoilopsidae